# Kohleria patentipilosa
Kohleria patentipilosa là một loài thực vật có hoa trong họ Tai voi. Loài này được (Kuntze) K. Schum. mô tả khoa học đầu tiên năm 1898.